# Crypte du Duomo
La crypte du Dôme de Sienne (dite, en italien, « Cripta scalinata di San Giovanni ») est une crypte incluse dans le complexe du dôme de Sienne, se trouvant située à l'aplomb de la chaire, entre le pavement de son sol et le baptistère San Giovanni construit sous l'abside et le chœur.

## Histoire
Probablement peinte vers 1270-1275, elle fut murée lors des travaux d'agrandissement de la cathédrale et seulement redécouverte en 1999 lors de travaux annexes, Via dei Fusari, dans une église antérieure incluse dans le complexe du Dôme.
Ses fresques de l'école siennoise couvrent une surface de 180 m2 et ont été réalisées vers le milieu du Duecento ; depuis le Trecento où l'accès en a été perdu, elles ont été conservées à l'abri des diverses dégradations, soit pendant près de 700 ans. Les fresques inaltérées présentent des couleurs originales jusqu'ici supposées dans les fresques connues (bleu des fonds, teintes des décorations).
L'accès au public existe depuis 2002, dans une circulation muséale protégée qui permet également de voir à travers des vitrages le Duomo vers le haut, et les colonnes de soutien du baptistère situé en contrebas.
Une partie du dessus de la coupole du baptistère en brique est visible ainsi que les traces, dans le mortier, des doigts des ouvriers l'ayant construite.
Outre une grande fresque de la Déposition de la Croix, qui présente le Christ mort dans une pose très désarticulée, les vestiges comportent plusieurs morceaux de frises peintes géométriques très différentes, des chapiteaux peints, également dans la tradition de la peinture byzantine.

## Fresques restantes

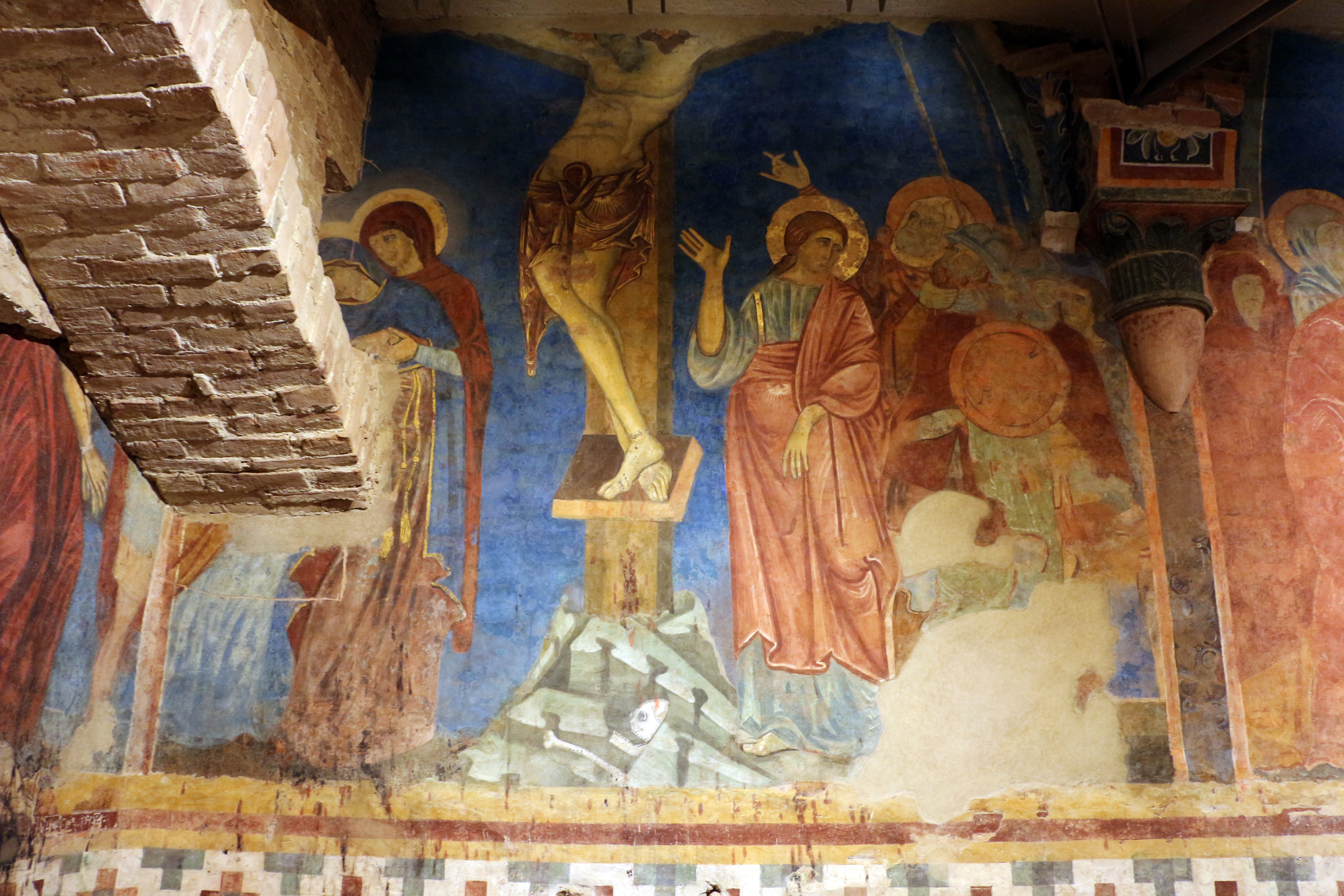
Détail de la Crucifixion.

Seules subsistent les fresques du Nouveau Testament : les Annonciation, Visitation, Nativité, Baiser de Judas, Crucifixion, Déposition, Pietà, Mise au tombeau (celles de l'Ancien Testament ayant disparu à la destruction de la voûte).

## Sources
- Notice My name is Duccio de l'Opera della Metropolitana